# Gauliga Hessen-Nassau 1943/44
De Gauliga Hessen-Nassau 1943/44 was het derde voetbalkampioenschap van de Gauliga Hessen-Nassau. Het was meteen ook het laatste kampioenschap. In 1944/45 werden de meeste competities in Duitsland vroegtijdig afgebroken, maar in Hessen-Nassau ging de competitie zelfs niet van start.
Kickers Offenbach werd kampioen en plaatste zich voor de eindronde om de Duitse landstitel. De club verloor van FC Mülhausen 93

## Eindstand
| Plaats | Club                              | Wed. | W  | G | V  | Saldo | Ptn.  |
| ------ | --------------------------------- | ---- | -- | - | -- | ----- | ----- |
| 1.     | Offenbacher FC Kickers            | 18   | 14 | 3 | 1  | 74:20 | 31:5  |
| 2.     | 1. Hanauer FC 1893                | 18   | 12 | 2 | 4  | 67:28 | 26:10 |
| 3.     | FSV Frankfurt                     | 18   | 10 | 3 | 5  | 78:39 | 23:13 |
| 4.     | Eintracht Frankfurt               | 18   | 9  | 5 | 4  | 53:33 | 23:13 |
| 5.     | SpVgg 03 Neu-Isenburg             | 18   | 9  | 5 | 4  | 38:52 | 23:13 |
| 6.     | SC Opel Rüsselsheim               | 18   | 5  | 3 | 10 | 32:37 | 13:23 |
| 7.     | VfL Rödelheim                     | 18   | 5  | 3 | 10 | 30:51 | 13:23 |
| 8.     | Reichsbahn TSV Rot-Weiß Frankfurt | 18   | 5  | 3 | 10 | 21:61 | 13:23 |
| 9.     | VfB 1900 Offenbach                | 18   | 3  | 5 | 10 | 23:42 | 11:25 |
| 10.    | FC Union 07 Niederrad             | 18   | 0  | 4 | 14 | 15:68 | 4:32  |

|  | Kampioen, geplaatst voor nationale eindronde |